# ماهیچه کرماستر
ماهیچه کرماستر (به انگلیسی: Cremaster muscle) ماهیچهٔ بالابَرنده بیضه است. ماهیچه کرماستر یکی از ماهیچه‌های دیوارهٔ قُدامی (پیشین) بیرونی شکم است و طناب مَنَوی و بیضه‌ها را دربر می‌گیرد و در ساختار رباط کشاله ران و فتق کشاله ران نقش مهمی دارد. ماهیچه کرماستر بخشی از سامانهٔ تنظیم دمای بیضه است.
این ماهیچه در ادامه ماهیچه مایل درونی شکم قرار دارد که قسمت داخلی آن به تکمه شرمگاهی (توبرکول پوبیک) متصل می‌شود و رشته‌های آن به کیسه بیضه نیز گسترش می‌یابند. ماهیچه کرماستر از شاخه تناسلی عصب تناسلی‌رانی (ژنیتوفمورال) عصب می‌گیرد و با انقباض آن بیضه‌ها به‌طرف حفرهٔ شکم (بالا) کشیده می‌شوند.
ماهیچه کرماستر توسط سرخرگ آویزنده خون‌رسانی می‌شود که شاخه‌ای از سرخرگ بالاشکمی پایینی است. نام کرماستر از واژه یونانی باستان κρεμάννυμι آمده که به معنی «می‌آویزم» است.
ابن سینا در کتاب قانون در طب می‌گوید: ماهیچه‌های بیضه مردان چهار عدد می‌باشند، این تعداد قرار داده شده‌اند تا دو بیضه را محافظت نمایند و آن را بالا ببرند تا دچار سستی و ناتوانی نگردند. برای هر بیضه یک زوج ماهیچه می‌باشد. برای زنان یک زوج ماهیچه- یعنی برای هر بیضه (تخمدان) یک فرد ماهیچه- کفایت می‌نماید زیرا بیضه زنان- همانند بیضه مردان- آشکار و آویزان نیست.

## کارکرد

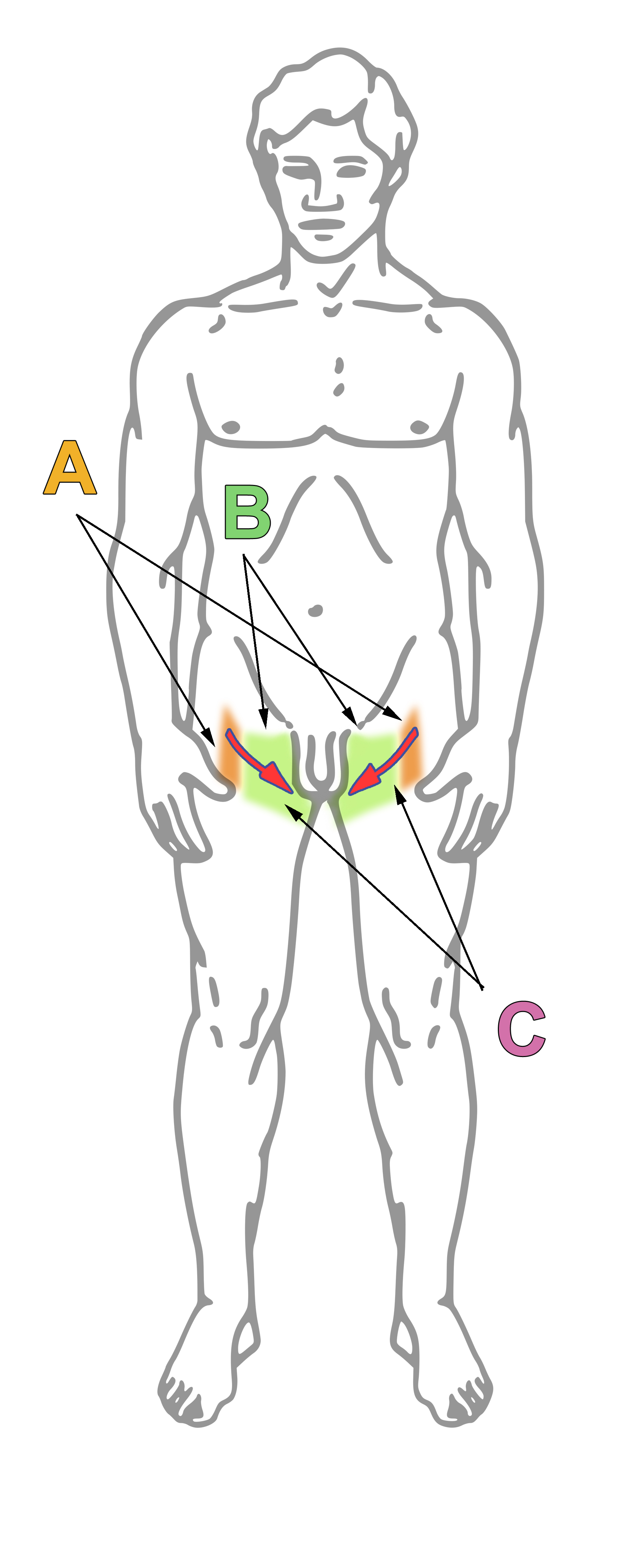
مبدأ ماهیچه کرماستر (یک جفت ماهیچه در حفره شکم)

ماهیچه کرماستر از یک جفت ماهیچه در حفره شکم مبدأ می‌گیرد، طناب منوی را هدایت می‌کند و به بیضه‌ها متصل می‌شود. به این وسیله بیضه‌ها می‌توانند به سمت بدن کشیده شوند. زمانی که دمای بیضه‌ها خیلی زیاد شود، ماهیچه کرماستر شل می‌شود و باعث می‌شود که بیضه‌ها پایین‌تر آویزان شده و بهتر خنک شوند. از سوی دیگر، زمانی که بیضه‌ها بیش از حد سرد شوند، ماهیچه کرماستر آن‌ها را به سمت بدن که گرم‌تر است، می‌کشد. این کنترل دما برای باروری مردان ضروری است.
علاوه بر این، ماهیچه کرماستر از دیدگاه فرگشتی یک کارکرد محافظتی هم دارد. هنگامی که قسمت داخلی ران تحریک می‌شود، بیضه‌ها به‌وسیله این ماهیچه به سمت بالا کشیده می‌شوند و بنابراین کمی بهتر محافظت می‌شوند. این فرایند واکنش آویزنده (رفلکس کرماستریک) نامیده می‌شود. گاهی اوقات در جریان این واکنش، بیضه‌ها به‌طور کامل در مجرای کشالهٔ ران (اینگوینال) ناپدید می‌شوند.
همچنین همراه با درجه بالایی از برانگیختگی جنسی و با نزدیک شدن به انزال، بیضه‌ها گاه بسیار بالا به سمت بدن کشیده می‌شوند.

## اهمیت بالینی
ماهیچهٔ کرماستر گهگاه دچار اسپاسم یا گرفتگی دردناک در مردان بالغ می‌شود که می‌تواند مزمن و ناتوان‌کننده باشد. درمان این اسپاسم‌ها از جراحی جزئی گرفته تا تزریق سم بوتولینوم تا استفاده منظم از گرما برای شل کردن عضله را شامل می‌شود. عمل جراحی، از جمله برداشتن ماهیچه کرماستر، ظاهراً توانسته‌است بدون عوارض جانبی قابل توجهی بیماران را از این وضعیت رهایی دهد.